# 聖尼各老主教座堂 (盧布爾雅那)
聖尼各老主教座堂（cerkev svetega Nikolaja）亦稱盧布爾雅那主教座堂是天主教卢布尔雅那总教区的主教座堂，位於斯洛維尼亞首都盧比安納西里爾和迪烏斯廣場、鄰近盧比安納中央市場和盧比安納市政廳。其綠色圓頂和雙塔使其成為盧比安納醒目的地標，最初是一座哥特式建築，於18世紀早期被改建為巴洛克式建築。